# Oncocnemis curvicollis
Oncocnemis curvicollis là một loài bướm đêm trong họ Noctuidae.